# 安保瑠輝也
安保 瑠輝也（あんぽ るきや、1995年10月29日 – ）は、日本の男性キックボクサー、総合格闘家。兵庫県姫路市出身。MFL team CLUB es所属。第4代K-1 WORLD GPスーパーライト級王者。

## 来歴
3歳から石川県金沢市で空手を始め、その後出身地の兵庫県姫路市に戻り小学4年生で国際大会で準優勝するなど数々の大会で実績を残し、小学5年生時にK-1を目指しグローブ空手に転向した。

### K-1
2019年6月30日、K-1 WORLD GP スーパーライト級王者ゲーオ・ウィラサクレックに挑戦し、延長戦の末に判定勝ちを収め、第4代K-1 WORLD GPスーパーライト級王座を獲得した。
2019年12月28日、K-1 WORLD GP 2019 JAPAN ～初代女子フライ級王座決定トーナメント＆スーパー・ライト級タイトルマッチ～にて行われたK-1 WORLD GP スーパーライト級タイトルマッチで、挑戦者のゲーオ・ウィラサクレックと再戦し、延長の末に判定勝ちを収め王座の初防衛に成功した。
2020年9月22日、K-1 WORLD GP 2020 JAPAN～K-1秋の大阪決戦～で行われたK-1 WORLD GP スーパーライト級タイトルマッチで、挑戦者の山崎秀晃と再戦。前回の対戦では安保がハイキックで山崎をKOしているが、左フックでKO負けを喫し王座から陥落した。
2021年9月20日、K-1 WORLD GP 2021 JAPAN〜よこはまつり〜で行われたK-1 WORLD GP第2代ウェルター級王座決定トーナメントで、1回戦でアラン・ソアレスにKO勝利。準決勝で松岡力にKO勝利。決勝で野杁正明に敗れ準優勝となった。
2023年2月、K-1に違約金を払い契約を解除したことを発表。

### RIZIN
2023年5月6日に開催されたRIZIN.42でRIZINに初出場。新旧K-1王者対決としてブアカーオ・バンチャメークとキックボクシングルールで対戦し、0-0の判定により引き分け。
2023年12月31日に開催されたRIZIN.45で久保優太と総合格闘技ルールで対戦し、1回にリアネイキドチョークで一本負け。
2024年7月28日に開催された超RIZIN.3でマニー・パッキャオと特別ルールで対戦。パッキャオをぐらつかせるなど優位に試合を進めたが、規定により判定なしのドロー。なお、パッキャオの当初の対戦相手は鈴木千裕であったが、鈴木の負傷欠場による代役として出場した。
2024年12月31日にRIZIN DECADEで行われた、朝倉未来率いる「BreakingDown軍」と平本蓮率いる「BLACK ROSE軍」の対抗戦『雷神番外地』に「BreakingDown軍」の選手として出場。大将戦として体重差が16.6キロあるシナ・カリミアンと特別ルールで対戦し、反則技のバックハンドブローをレフリーの制止を遮ってカリミアンに何度も繰り出されながら、判定3-0で勝利。3勝3敗のタイで迎えた大将戦で勝利し、「BreakingDown軍」が4勝3敗で対抗戦に勝利した。「RIZIN DECADE」における当初の発表はライアン・ガルシアとのエキシビションマッチであったが、ガルシアの負傷欠場で延期となったため、『雷神番外地』への出場に名乗りを上げた。なお、2023年まで平本率いるチーム「BLACK ROSE」のメンバーであったが、『雷神番外地』出場に際して「最近ちょっと平本一党の言動とか行動とかダサすぎて。こんなん格闘技界に引っ張ってきたらみんなのために良くない」などと発言し、「BreakingDown軍」から出場することを決めた。
2025年5月に開催されたRIZIN男祭りでのフロイド・メイウェザーとのエキシビションマッチが予定されていたが、消滅となった。

## 選手としての特徴

### 『K-1 DX』出演に際して
2020年12月13日にK-1ファイターとYouTuberの対戦などのエキシビションマッチを中心に行う『K-1 DX』の企画「安保瑠輝也、誰とでも戦います」に出演したことが物議を醸し、これに対し14日には以下のようにTwitterに投稿した。

### 総合格闘技について
2023年5月のRIZIN初出場に際し、総合格闘技（MMA）について、「男同士ゴロゴロ寝っ転がるMMA見てて面白い？」などと発言。同年12月31日開催のRIZIN.45では総合格闘技ルールで出場することが発表され、経緯については平本蓮とRIZIN代表の榊原信行によるドッキリ企画が発端であると話した。キックボクサーから総合格闘家に転向したアレックス・ペレイラを参考にしており、自身の総合格闘家への転向については2025年3月時点では「それは分からないです」と話している。

### ファイトマネーについて
2023年3月に自身のYouTubeチャンネルでかつての金銭事情について話し、K-1王者になるまでの下積み時代には「冬場で電気つかずに、ガスもないし、凍えながら水のシャワーを浴びてた」「上京して4年間ぐらいは恥ずかしい話だけど、彼女に食べさせてもらってた」と話した。2019年にK-1王者となって以降も「正直、チャンピオンになってもこれぐらいなんやって思った。ファイトマネーだけでいえばサラリーマンやんと思った」「もちろん、K-1のチャンピオンというブランドによってスポンサーが付いて、普通のサラリーマンの方たちよりはお金はもらえていた」「チャンピオンで年間3試合、4試合して、普通のサラリーマンの平均年収ぐらいだと思う」と語った。同年12月開催の「RIZIN.45」への出場に際し、「次の試合勝てばファイトマネーが4桁乗る」「金額じゃない、その評価をしてもらえてるということが本当に嬉しい」と語った。

## 戦績

### プロキックボクシング
| キックボクシング 戦績 | キックボクシング 戦績 | キックボクシング 戦績 | キックボクシング 戦績 | キックボクシング 戦績 | キックボクシング 戦績 | キックボクシング 戦績 |
| --------------------- | --------------------- | --------------------- | --------------------- | --------------------- | --------------------- | --------------------- |
| 36 試合               | (T)KO                 | 判定                  | その他                | 引き分け              | 無効試合              |                       |
| 27 勝                 | 14                    | 13                    | 0                     | 1                     | 0                     |                       |
| 8 敗                  | 5                     | 3                     | 0                     | 1                     | 0                     |                       |

| 勝敗 | 対戦相手                            | 試合結果                           | 大会名 | 開催年月日     |
| ○    | 宇佐美正パトリック                  | 3R終了 判定3-0                     | RIZIN.44 | 2023年9月24日  |
| △    | ブアカーオ・バンチャメーク          | 3R終了 判定0-0                     | RIZIN.42 | 2023年5月6日   |
| ○    | 山田洸誓                            | 3R終了 判定3-0                     | THE MATCH 2022 | 2022年6月19日  |
| ○    | プライチュンポン・ソー.シーソムポン | 1R 2:17 KO （左ボディブロー）      | K-1 WORLD GP 2022 JAPAN ～K’FESTA.5～ | 2022年4月3日   |
| ○    | 海斗                                | 1R 1:52 KO（左バックハンドブロー） | K-1 WORLD GP 2021 JAPAN ～スーパー・ウェルター級＆フェザー級ダブルタイトルマッチ～                                                                | 2021年12月4日  |
| ×    | 野杁正明                            | 3R 2:51 KO（3ダウン：三日月蹴り）  | K-1 WORLD GP 2021 JAPAN ～よこはまつり～ 【K-1 WORLD GP 第2代ウェルター級王座決定トーナメント決勝】                                               | 2021年9月20日  |
| ○    | 松岡力                              | 3R 2:35 KO（左ボディブロー）       | K-1 WORLD GP 2021 JAPAN ～よこはまつり～ 【K-1 WORLD GP 第2代ウェルター級王座決定トーナメント準決勝】                                             | 2021年9月20日  |
| ○    | アラン･ソアレス                     | 1R 0:32 KO（左フック）             | K-1 WORLD GP 2021 JAPAN ～よこはまつり～ 【K-1 WORLD GP 第2代ウェルター級王座決定トーナメント1回戦】                                              | 2021年9月20日  |
| ○    | 幸輝                                | 1R 0:53 KO（三日月蹴り）           | K-1 WORLD GP 2021 JAPAN ～K-1ライト級タイトルマッチ～                                                                                             | 2021年7月17日  |
| ×    | 山崎秀晃                            | 1R 1:19 KO（左フック）             | K-1 WORLD GP 2020 JAPAN～K-1秋の大阪決戦～ 【K-1 WORLD GP スーパーライト級タイトルマッチ】                                                        | 2020年9月22日  |
| ○    | 不可思                              | 3R終了 判定3-0                     | K-1 WORLD GP 2020 JAPAN ～K'FESTA.3～ 【K-1 WORLD GP スーパーライト級タイトルマッチ】                                                             | 2020年3月22日  |
| ○    | ゲーオ・ウィラサクレック            | 3R+延長1R 判定3-0                  | K-1 WORLD GP 2019 JAPAN～初代女子フライ級王座決定トーナメント＆スーパー・ライト級タイトルマッチ～ 【K-1 WORLD GP スーパーライト級タイトルマッチ】 | 2019年12月28日 |
| ○    | ゲーオ・ウィラサクレック            | 3R+延長1R 判定3-0                  | K-1 WORLD GP 2019 JAPAN ～K-1スーパー・バンタム級世界最強決定トーナメント～ 【K-1 WORLD GP スーパーライト級タイトルマッチ】                       | 2019年6月30日  |
| ○    | 佐々木大蔵                          | 3R終了 判定3-0                     | K-1 WORLD GP 2019 JAPAN ～K'FESTA.2～ | 2019年3月10日  |
| ○    | 山崎秀晃                            | 3R+延長1R 0:14 KO（左ハイキック）  | K-1 WORLD GP 2018 JAPAN～K-1ライト級世界最強決定トーナメント～                                                                                    | 2018年12月8日  |
| ○    | 林健太                              | 3R 0:44 KO（左ストレート）         | K-1 WORLD GP 2018 JAPAN ～初代クルーザー級王座決定トーナメント～                                                                                  | 2018年9月24日  |
| ×    | ゴンナパー・ウィラサクレック        | 2R 1:48 KO（左ストレート）         | K-1 WORLD GP 2018 JAPAN ～第2代フェザー級王座決定トーナメント～                                                                                   | 2018年6月17日  |
| ○    | 恭士郎                              | 3R終了 判定3-0                     | Krush.82 | 2017年11月05日 |
| ○    | ドン・ザーチー                      | 1R 1:53 KO（飛び膝蹴り）           | Krush.77 | 2017年7月16日  |
| ○    | ワン・チーウェイ                    | 3R終了 判定2-1                     | 武風林2017 〜中国vs欧州対抗戦〜 | 2017年4月01日  |
| ○    | 水町浩                              | 2R 0:06 KO（二段蹴り）             | K-1 WORLD GP 2017 JAPAN ～初代ライト級王座決定トーナメント～                                                                                      | 2017年2月25日  |
| ×    | シンマニー・ゲーオサムリット        | 3R終了 判定                        | EM Legend 15 【65kg級トーナメント決勝】 | 2016年12月23日 |
| ○    | ラスル・カチャカエフ                | 3R 1:15 KO（三日月蹴り）           | EM Legend 15 【65kg級トーナメント準決勝】 | 2016年12月23日 |
| ○    | 東本央貴                            | 3R終了 判定3-0                     | K-1 WORLD GP 2016 JAPAN ～初代フェザー級王座決定トーナメント～                                                                                    | 2016年11月03日 |
| ×    | 岩崎悠斗                            | 3R+延長1R終了 判定1-2              | Krush.68 ～in NAGOYA～ | 2016年8月20日  |
| ○    | ジャオ・チュアンリン                | 2R KO（左フック）                  | EM Legend 10 【65kg級トーナメント準々決勝】 | 2016年7月09日  |
| ○    | アレクサンドロス                    | 3R終了 判定2-0                     | EM Legend 10 【65kg級トーナメント1回戦】 | 2016年7月09日  |
| ×    | 海人                                | 2R 2:59 KO（前蹴り）               | SHOOT BOXING THE LAST BOMB | 2015年10月3日  |
| ○    | 橋本正城                            | 2R 2:12 KO（右フック）             | BLADE.2 | 2015年8月1日   |
| ○    | 細越智貴                            | 3R終了 判定3-0                     | Krush.51 | 2015年2月6日   |
| ○    | 加藤港                              | 3R終了 判定2-0                     | Krush-EX 2012 vol.6 | 2012年11月23日 |
| ×    | 平塚大士                            | 2R 2:06 KO（右ローキック）         | Krush.22 ～in NAGOYA～ | 2012年8月26日  |
| ○    | 倉石祐馬                            | 3R終了 判定                        | ZIHAD cup STIR KING 2011 【60kg級トーナメント決勝戦】                                                                                             | 2011年12月04日 |
| ○    | 不明                                | KO                                 | ZIHAD cup STIR KING 2011 【60kg級トーナメント準決勝】                                                                                             | 2011年12月04日 |
| ○    | 不明                                | KO                                 | ZIHAD cup STIR KING 2011 【60kg級トーナメント1回戦】                                                                                              | 2011年12月04日 |
| ×    | 白鳥大珠                            | 3R終了 判定0-3                     | ムエローク2011 -3rd- | 2011年8月7日   |

### プロ総合格闘技
| 総合格闘技 戦績 | 総合格闘技 戦績 | 総合格闘技 戦績 | 総合格闘技 戦績 | 総合格闘技 戦績 | 総合格闘技 戦績 | 総合格闘技 戦績 |
| --------------- | --------------- | --------------- | --------------- | --------------- | --------------- | --------------- |
| 1 試合          | (T)KO           | 一本            | 判定            | その他          | 引き分け        | 無効試合        |
| 0 勝            | 0               | 0               | 0               | 0               | 0               | 0               |
| 1 敗            | 0               | 1               | 0               | 0               | 0               | 0               |

| 勝敗 | 対戦相手 | 試合結果                       | 大会名   | 開催年月日     |
| ×    | 久保優太 | 1R 4:28 リアネイキッドチョーク | RIZIN.45 | 2023年12月31日 |

### エキシビション
| 勝敗 | 対戦相手           | 試合結果                              | 大会名                                   | 開催年月日     |
| ○    | シナ・カリミアン   | 2分6R終了 判定3-0                     | 雷神番外地                               | 2024年12月31日 |
| △    | マニー・パッキャオ | 3分3R終了 判定なし                    | 超RIZIN.3                                | 2024年7月28日  |
| ○    | 山岡恭平           | 1R 2:37 KO（3ダウン：左ボディフック） | KNUCLE'S16                               | 2024年6月30日  |
| ○    | スダリオ剛         | 1分3R+延長1R終了 判定5-0              | BREAKING DOWN 12                         | 2024年6月2日   |
| ○    | シリル・アビディ   | 3R 0:57 KO（左フック）                | BREAKING DOWN 7                          | 2023年2月19日  |
| ○    | 啓之輔             | 2R 0:15 TKO（タオル投入）             | K-1 DX『安保瑠輝也、誰とでも戦います。』 | 2020年12月23日 |
| ○    | 北村克哉           | 1R 1:53 TKO（左ジャブ）               | K-1 DX『安保瑠輝也、誰とでも戦います。』 | 2020年12月23日 |
| △    | 涼真&渋谷春        | 2分2R終了 判定なし                    | K-1 DX『安保瑠輝也、誰とでも戦います。』 | 2020年12月23日 |
| ○    | シバター           | 1R 0:04 KO（二段蹴り→パウンド）       | 愛媛プロレス                             | 2020年10月28日 |
| △    | 野杁正明           | 2分2R終了 判定なし                    | Krush.108                                | 2019年11月16日 |

## 獲得タイトル
- ZIHAD cup STIR KING 2011 60kgトーナメント優勝（MVP）
- 第4代K-1 WORLD GPスーパーライト級王座（防衛2度）
- 第2代K-1 WORLD GPウェルター級王座決定トーナメント準優勝